# Gevangenis
Een gevangenis (of, afhankelijk van de context, penitentiaire inrichting, vroeger ook: tuchthuis of cachot) is een gebouw of gebouwencomplex om gedetineerden een gevangenisstraf uit te laten zitten. De gevangenis heeft in de volksmond veel bijnamen, zoals: bajes, bak, cel, lik, nor, petoet, jilla en traliezicht. In bewaring gesteld zijn heet vaak zitten, brommen of bakken.
De gedetineerden of gevangenen zijn veroordeeld voor een of meer overtredingen of misdrijven. Een rechter bepaalt of iemand mag worden opgesloten in een gevangenis. In geval van civiele gijzeling zal iemand door de gerechtsdeurwaarder in een huis van bewaring geplaatst worden.
In Nederland vallen de gevangenissen onder de Dienst Justitiële Inrichtingen; in België onder het Directoraat-generaal Penitentiaire Inrichtingen, een dienst van de Federale Overheidsdienst Justitie.

## Doel

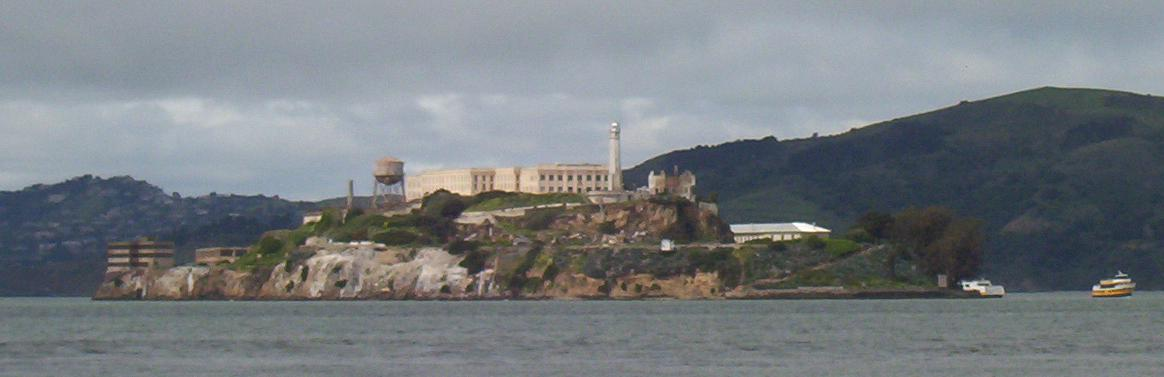
Eilandgevangenis Alcatraz

Een belangrijk doel van gevangenisstraf is vergelding en het beveiligen van de maatschappij tegen gevaarlijk geachte individuen. Ten tweede is het (verplichte) verblijf bedoeld als straf en vervult tevens een voorbeeldfunctie naar overige potentiële overtreders. Gevangenissen dragen ook bij aan het gevoel van recht en genoegdoening in de samenleving.
Een ander doel is het vergroten van de kans van de gedetineerde op een succesvolle terugkeer in de maatschappij, bijvoorbeeld door scholing, werkervaring of therapie. Gevangenissen scoren echter vaak slecht op het voorkomen van recidive. In Nederland bedraagt de kans op recidive 2 jaar na vrijlating uit de gevangenis 47 procent. Noorwegen daarentegen heeft met 20% een van de laagste recidivecijfers ter wereld. Gevangenissen in Noorwegen en het Noorse strafrechtsysteem richten zich meer op herstelrecht en rehabilitatie van gevangenen dan op bestraffing.
Recidive voorkomen geldt niet als doel voor levenslang gestraften. Bij hen zal het accent verschuiven naar de kwaliteit van leven binnen de gestelde beperkingen.

## Rechten en omstandigheden
In een rechtsstaat kan de burger er over het algemeen van uitgaan dat de kans dat hij onschuldig gevangen komt te zitten klein is. Hij weet zich doorgaans verzekerd van een eerlijk proces binnen redelijke termijn en kan rekenen op een humane behandeling.
Dat is lang niet overal zo: in met name dictatoriale landen is het niet ongebruikelijk dat mensen gevangen worden gezet vanwege hun mening, geloof of etnische afkomst. Verder komen, ook in rechtsstaten, justitiële dwalingen voor, waardoor een onschuldig persoon wordt vervolgd en soms (langere tijd) in de gevangenis belandt. Een eerlijk proces is zeker geen gemeengoed en de omstandigheden in gevangenissen lopen internationaal sterk uiteen. De Amerikaanse overheid houdt in Guantánamo Bay een groot aantal van terrorisme verdachte mensen vast waarvan niet duidelijk is of er van een gegronde verdenking sprake is en zonder dat op korte termijn hun een eerlijk proces in het vooruitzicht wordt gesteld.
Vooral uit arme landen zijn meldingen van gedetineerden die massaal opgesloten zijn in kleine ruimten zonder sanitair en met weinig, slecht voedsel niet zeldzaam. In veel van deze gevangenissen moet voedsel worden gekocht en is de gedetineerde hiervoor afhankelijk van donaties van familie en vrienden. Daarnaast heeft men te kampen met corruptie, willekeur en tirannie van bewakers en medegevangenen, besmettelijke ziekten en seksueel misbruik.

## Vrijheidsberoving

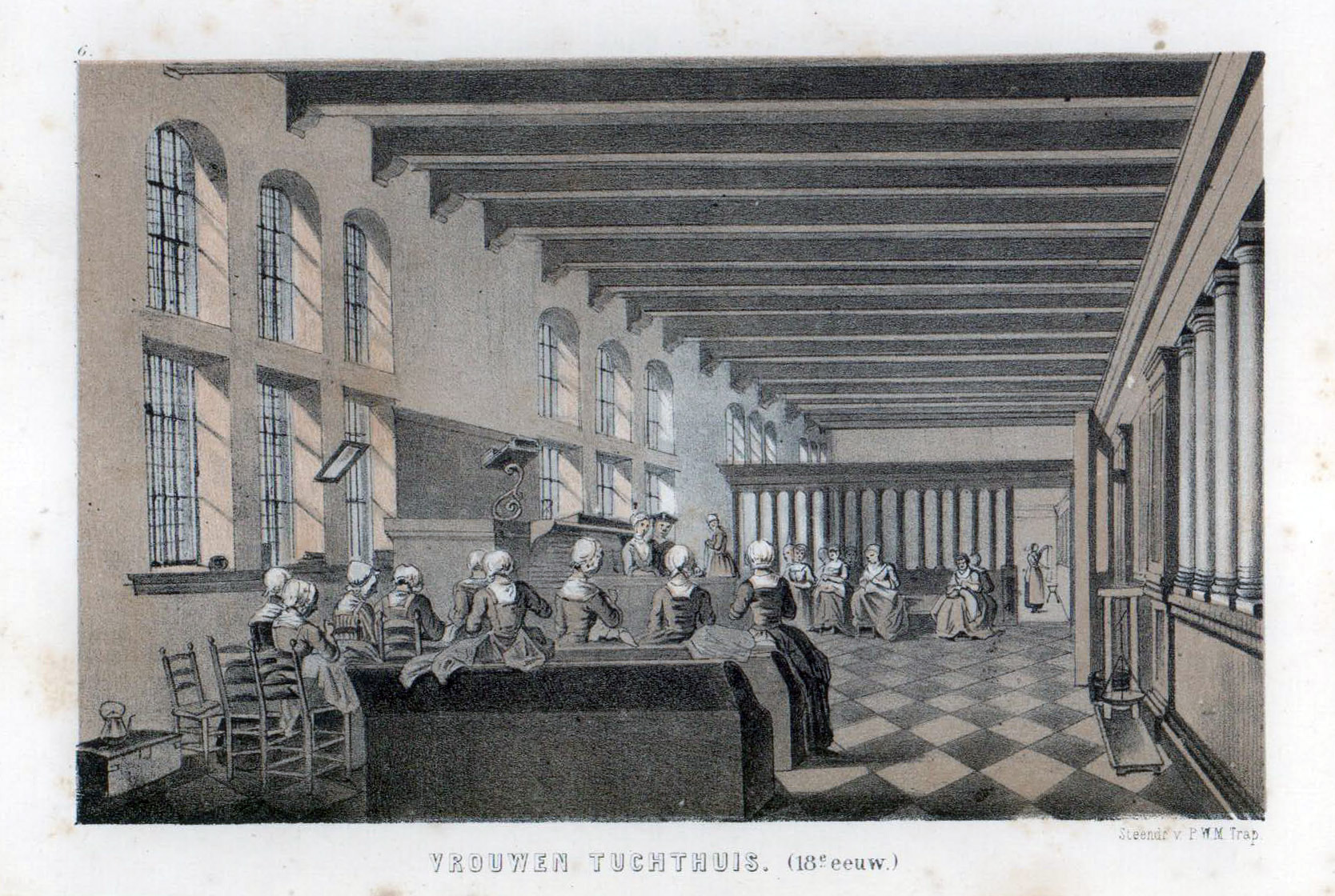
Tuchthuis voor vrouwen (18e eeuw).

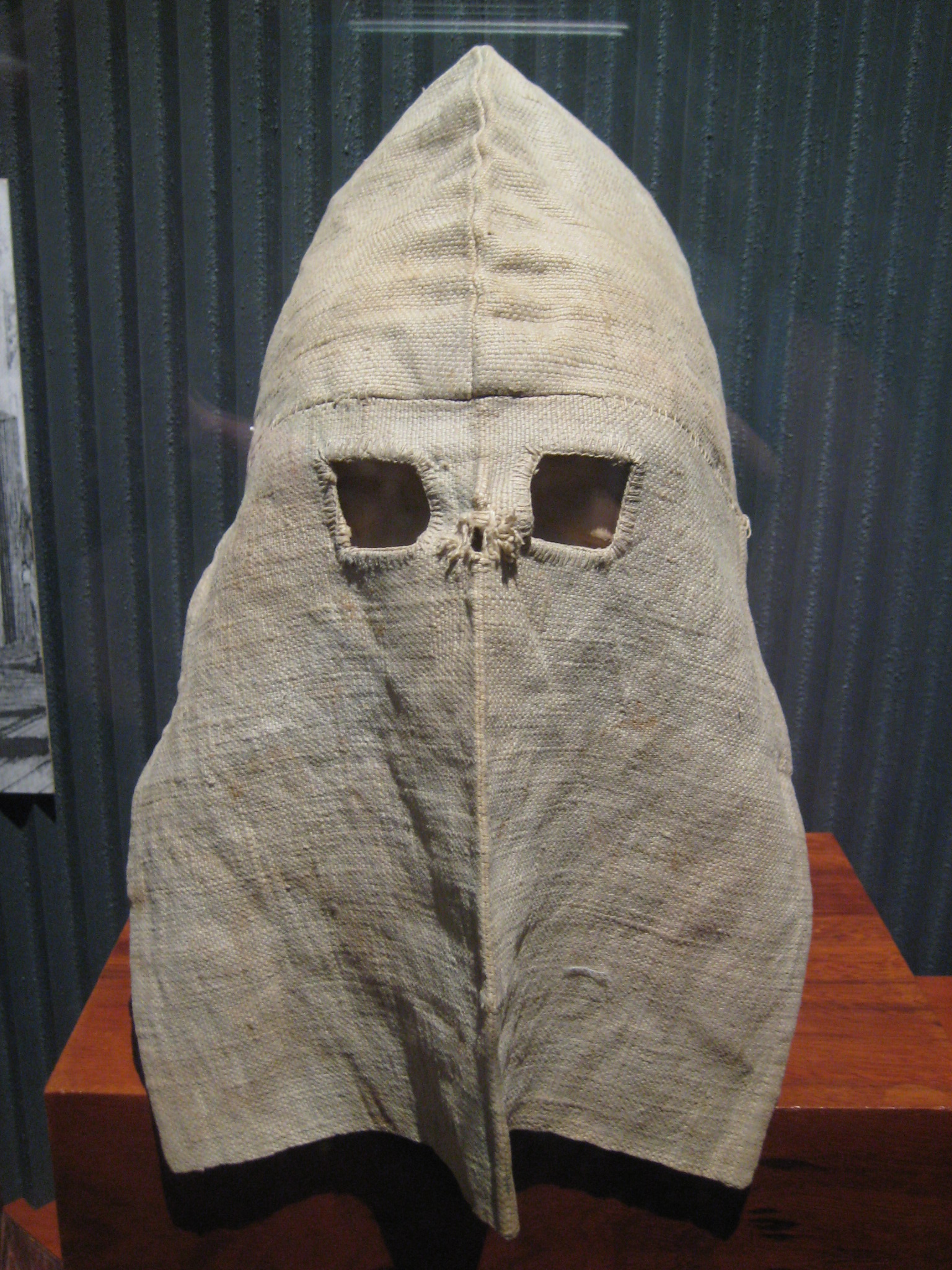
Rond 1880 moesten in sommige gevangenissen gevangenen buiten hun cel een masker dragen

Tot de 16e eeuw was een gevangenis een huis van bewaring waar misdadigers wachtten op het vonnis van lijfstraffen, verbanning of doodstraf. In de periode die daarop volgde, was er sprake van 'vrijheidsberoving', onder meer in permanent bewaakte gevangenissen of kampen. Een voorloper van de gevangenis was het Aumône Générale in Lyon, opgericht in 1531 om bedelaars en vagebonden op te sluiten. Dezelfde functie had het instituut dat, eveneens in de jaren 1530, werd opgericht in Bridewell, nabij Londen. Ondanks het onvrijwillige karakter van deze instellingen, was hun functie in essentie een vorm van liefdadigheid. Aan het einde van de zestiende eeuw, begon men in Amsterdam met de oprichting van gevangenissen, waarin vrijheidsberoving als een van rechtswege opgelegde straf diende, tezamen met verplichte arbeid: het rasphuis en het spinhuis. Gevangenen moesten hier hout raspen (mannen) of wol spinnen (vrouwen).
Andere landen volgden het voorbeeld van Nederland met het opzetten van werkgevangenissen. Er heersten echter wantoestanden als ziekten en terreur van bewakers of medegevangenen. Vaak waren bewakers corrupt, en raakte men door contact met doorgewinterde criminelen al snel nog verder aan lagerwal. De Moderne Richting deed van zich spreken: de straf moest ook andere doelen dienen dan slechts vergelding, en de gevangenen moesten er niet nog crimineler door worden.
In de 19e eeuw volgden vele landen (onder andere Nederland en België) het voorbeeld van de Pennsylvania Quakers: door gedetineerden in eenzame opsluiting te houden zouden ze slechts contact hebben met God en tot inkeer komen. Een variant was het Auburnsysteem, waarin gedetineerden samen werkten, doch onder strikte zwijgplicht. Het resultaat van deze systemen was dat een kwart van de gevangenen door de opsluiting krankzinnig werd. In de loop van de 20e eeuw werd het meer verlichte Ierse systeem gevolgd, waarin gevangenen meer contact met elkaar hadden zonder zwijgplicht.
Een bijzondere vorm van vrijheidsberoving is elektronische detentie, met een enkelband. Dit kan helemaal in plaats van gevangenisstraf zijn, of alleen in plaats van het laatste deel. In dat laatste geval spreekt men van elektronisch toezicht. Zie ook huisarrest en elektronisch huisarrest.

## Soorten

### Structuur
Een klassieke gevangenis is gebaseerd op afzondering in cellen, en vaak gebouwd volgens de stervormige structuur van een panopticum. In België was dat in de meeste klassieke gevangenissen zoals die van Antwerpen en Gent het geval: die werden gebouwd volgens de – toen vooruitstrevende – inzichten van Edouard Ducpétiaux (1804-1868), inspecteur-generaal van het gevangeniswezen.
Voor nieuwe gevangenissen zoals de Gevangenis van Haren (Brussel) werd het concept van een “gevangenisdorp” gebruikt. Deze bestaan uit kleinere bouwvolumes die samen de indruk van een dorp wekken.

### Open en gesloten
Er bestaan gesloten, halfopen en open gevangenissen:
- gesloten gevangenissen met volledige veiligheidsvoorzieningen; gedetineerden brengen het grootste deel van hun tijd in de cel door
- in halfopen gevangenissen kunnen gedetineerden overdag in werkplaatsen van de gevangenis of buiten de gevangenis werken
- in open gevangenissen gelden minder strenge veiligheidsmaatregelen: een opvoedingsregime met minieme dwangmiddelen.

## België
België kent arresthuizen voor beklaagden in voorarrest, en strafhuizen voor veroordeelden. In 2010 waren er bijna 10.536 gevangenen, dat is ongeveer 1 promille (0,1 procent) van de bevolking. 5714 of 54,2% daarvan waren veroordeelden, 3638 of 34,5% waren beklaagden in voorhechtenis, 1096 of 10,4% waren geïnterneerden en 88 (0,8%) anderen.

### Overbevolking
Sinds de jaren 90 is er een overbevolking in de Belgische gevangenissen. Magistraten geven hierdoor hogere straffen om zekerheid te hebben dat ze worden uitgevoerd. Door de langere straffen en het stijging van voorhechtenissen van illegalen en buitenlanders wordt het effect van overbevolking versterkt. De politiek voerde daarom een reductionistisch beleid, om zo minder mensen in de gevangenis te hebben. Het systeem van enkelbanden werd ingevoerd. Wegens plaatsgebrek werden gevangenisstraffen korter dan drie jaar niet meer uitgevoerd. In 2013 werd echter beslist dit terug te schroeven naar acht maanden. Om het probleem van overbevolking aan te pakken werden er van 2010 tot 2016 Belgische gevangenen in het Nederlandse Tilburg opgesloten. Initieel waren dit 500 gevangenen maar dit werd uitgebreid tot 650 plaatsen.

### Vermenselijking
De zienswijze op gevangenissen in België is gewijzigd. Vooral de verhouding tussen de gevangenis als strafinstituut enerzijds en de gevangenis als hulpinstituut anderzijds, heeft voor gedetineerden heel wat extra rechten geopend. De overbevolking zorgde de laatste jaren steeds vaker voor schrijnende toestanden en dat liet ook de politieke wereld immers niet koud. Daarom heeft de wetgever strikte regels opgelegd met betrekking tot de vereisten waaraan gevangeniscellen moeten voldoen. Ze zullen niet alleen groter worden, maar bovendien moet men de cellen ook veiliger inrichten. Bijvoorbeeld door een noodoproepsysteem in elke cel te voorzien. De noodzakelijke aanpassingen worden wel op de lange baan geschoven. De laatste Belgische gevangenissen zullen naar verwachting pas in 2039 volledig aangepast zijn. Op korte termijn bouwt men echter ook verder aan de vermenselijking van gedetineerden. Zo zal men vanaf 1 juli 2020 in alle Belgische gevangenissen eigen kleding mogen dragen (mits enkele uitzonderingen).

## Nederland
De Penitentiaire beginselenwet regelt penitentiaire zaken.
Artikel 11 bepaalt dat mannelijke en vrouwelijke gedetineerden gescheiden worden ondergebracht.
In Nederland waren in 2004 bijna 14.000 gevangenen, dat is iets minder dan 0,1 procent van de bevolking. In de Verenigde Staten was dit in 2007 3 procent.
Vooral sinds de Tweede Wereldoorlog is het Nederlandse gevangenissysteem door het zogenoemde Ierse systeem beïnvloed. De bewaarders zijn geschoolde inrichtingswerkers en de cellen zijn wat rianter ingericht. Men kan een televisie huren en er is meer meubilair wat vaak spottende opmerkingen uitlokt als "een Nederlandse gevangenis is als een hotel". Maar altijd gaat de deur 's nachts op slot en de gedetineerde is nooit vrij om te gaan waarheen hij of zij wil.

### Het dagelijks leven in een Nederlandse gevangenis

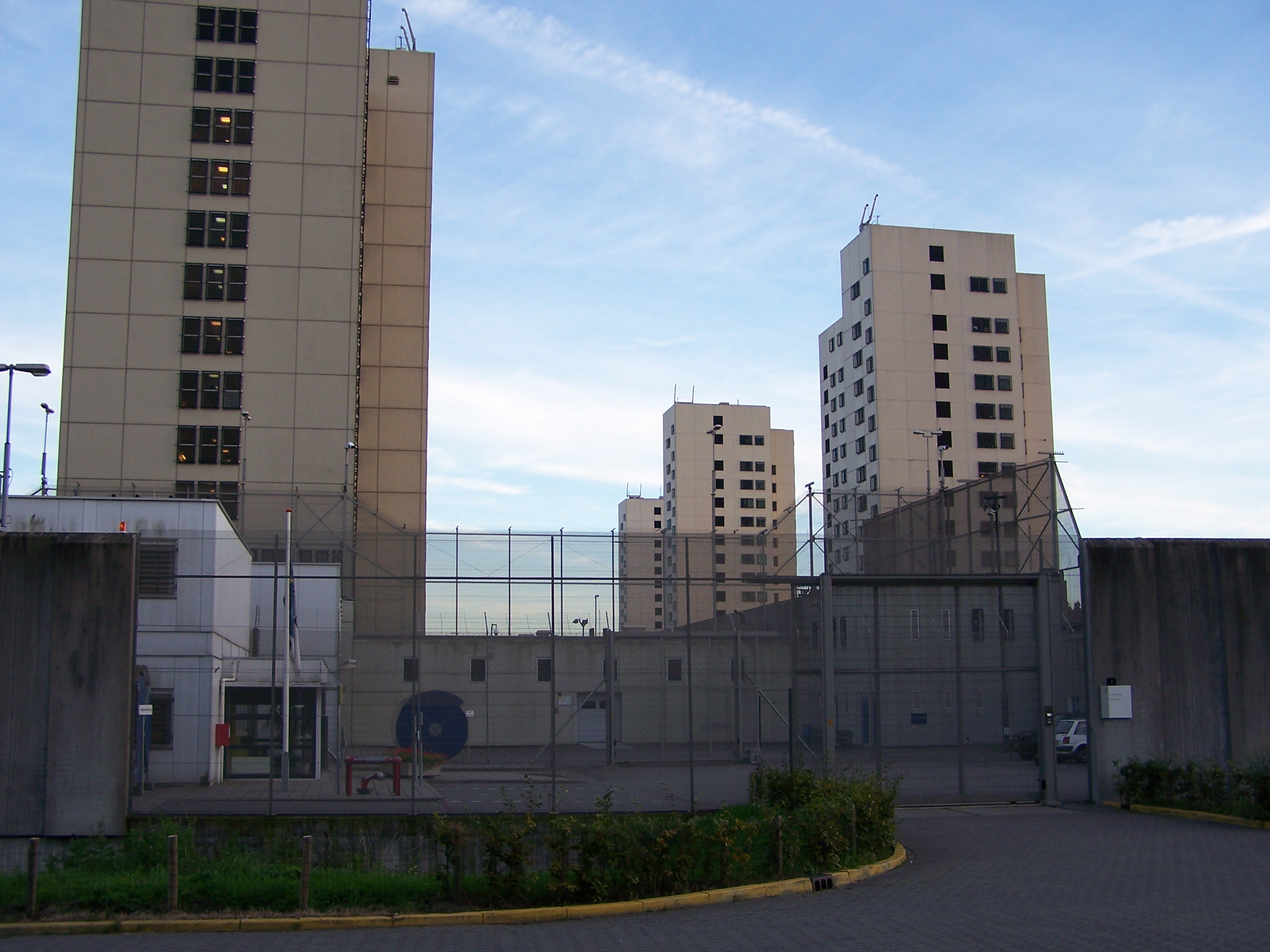
Bijlmerbajes

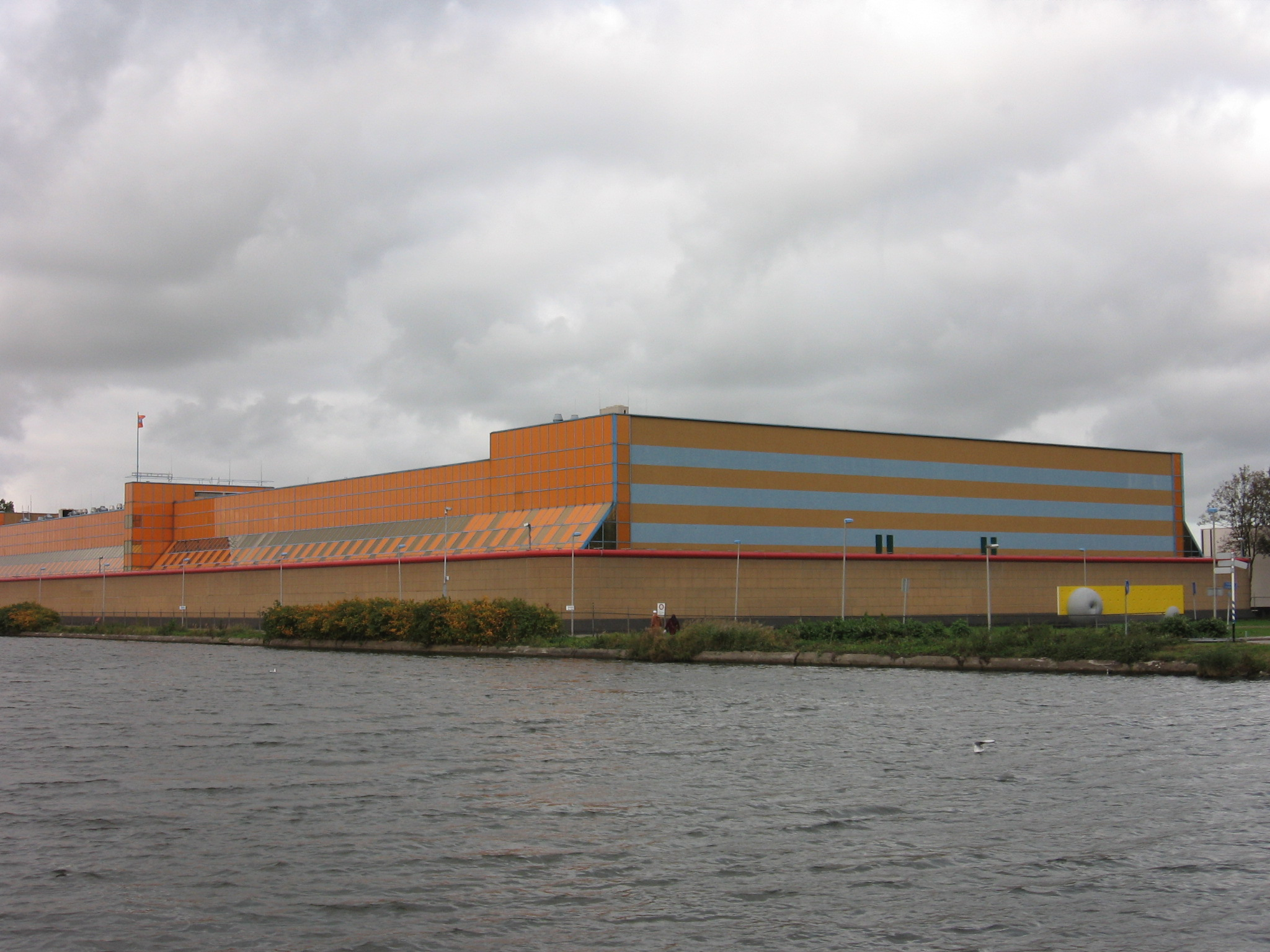
P.I. de Schie (Rotterdam)

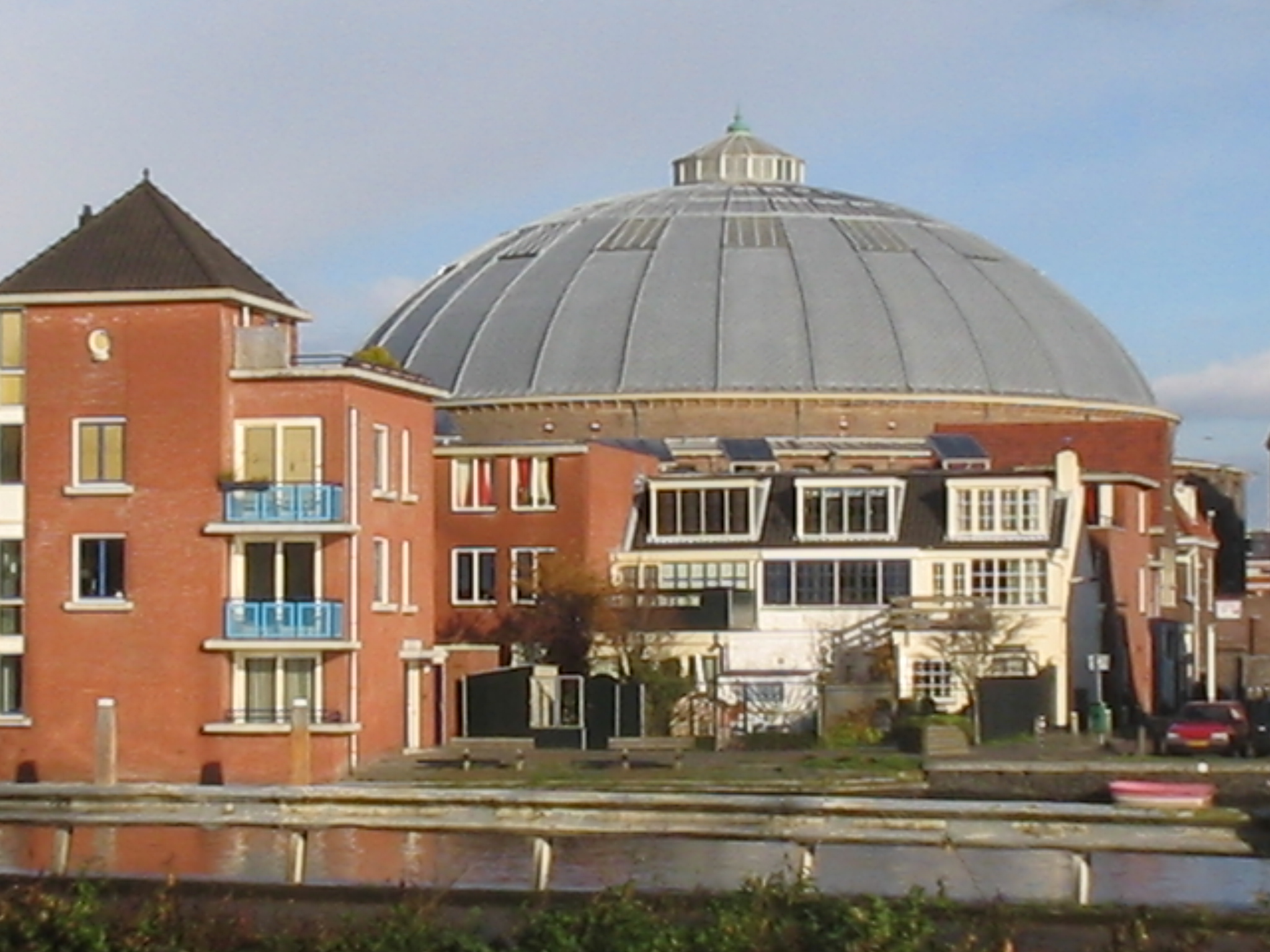
Koepelgevangenis van Haarlem

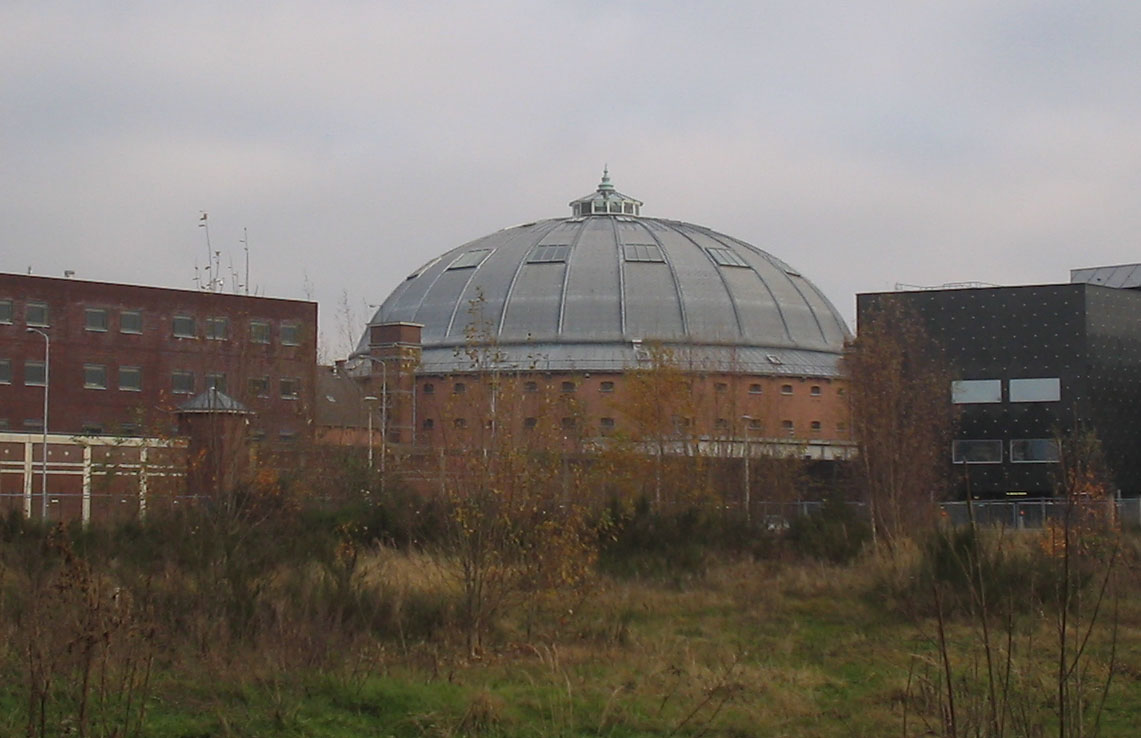
Koepelgevangenis van Breda

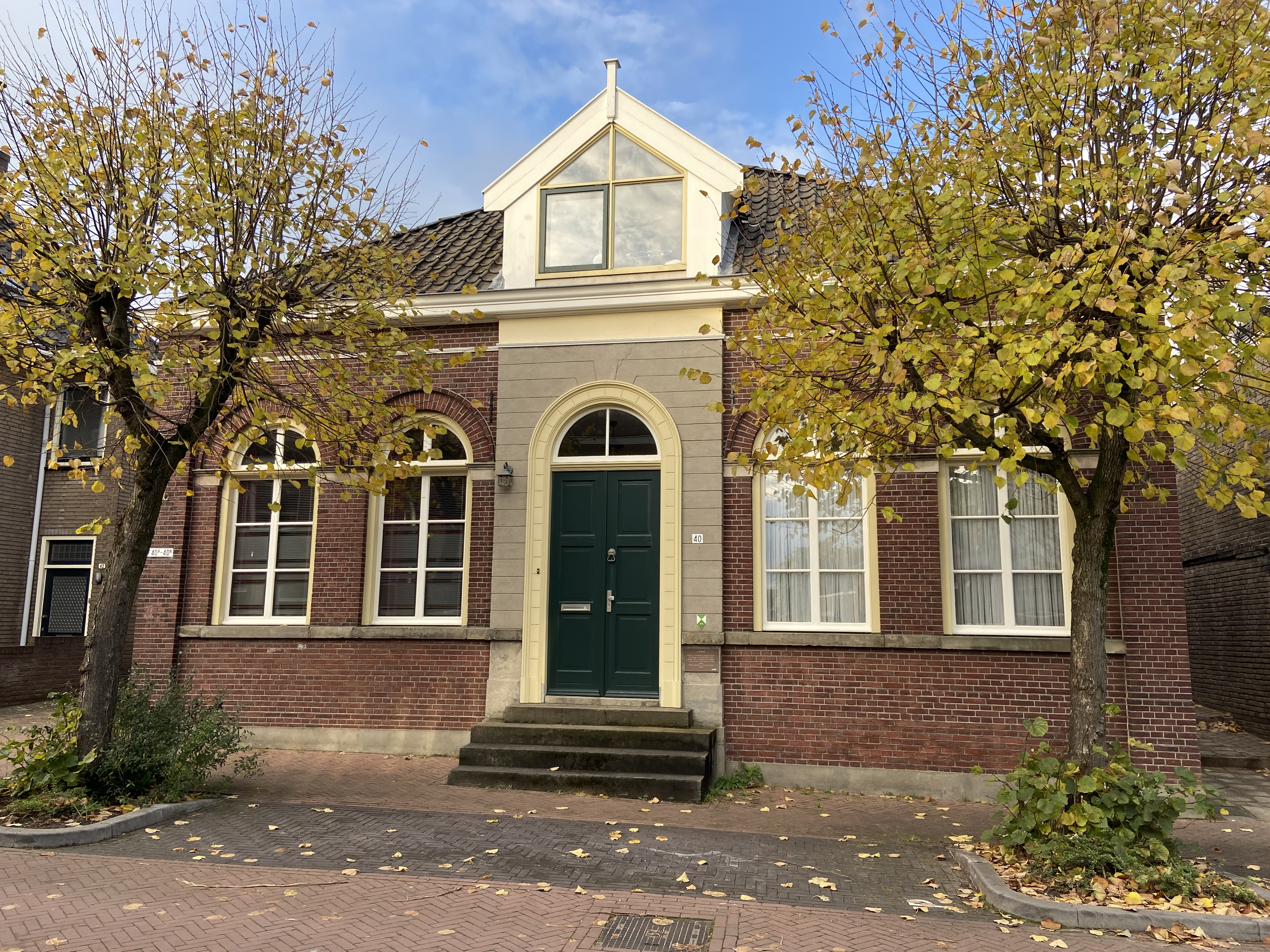
Voormalige gevangenis van het Gelderse Aalten (1861-1886)

Gedetineerden worden in Nederland geplaatst in een gevangenis met het regime dat het beste bij hen past. Wat "passend" is wordt beoordeeld aan de hand van de ernst van de misdaad en mogelijk ontsnappingsgevaar van de gevangene. Dit kan in vijf gradaties, variërend van extra zwaar beveiligd tot 'open'. In de normaal beveiligde gevangenis heeft iedere gevangene een cel, die 's nachts op slot gaat. Eten wordt in de cel bezorgd en opgegeten. 's Ochtends en 's avonds brood, lunch is warm. Dit wordt vaak door plaatselijke cateraars bereid, wat hun reputatie niet altijd ten goede komt. Er zijn in Nederland ook gevangenissen met een eigen keuken: enkele gedetineerden maken daar (onder leiding van professionele koks) het eten voor de anderen klaar. Gedetineerden kunnen niet elke dag kiezen of ze aardappel of rijst, wit brood of bruin brood willen. Dat moeten ze opgeven als ze de gevangenis binnenkomen, en dat veranderen gaat niet zomaar.
De dag wordt grotendeels gevuld met arbeid, wat wel verplicht is in de gevangenis maar niet in het huis van bewaring. Wie niet werkt moet alleen in de cel zitten, zodat de meeste gedetineerden aan de arbeid de voorkeur geven. Het bescheiden loon dat hiermee verdiend wordt (€ 0,76 per uur), wordt op een rekening bijgeschreven waarmee men inkopen kan doen in de inrichtingswinkel of de huur van de televisie betaalt. Ook kunnen mensen van buiten geld "doneren" als ze op bezoek komen, met behulp van een speciaal apparaat. Zendingen van buiten worden soms geweigerd: onder meer vibrators, zaklantaarns en telescopen worden uit cellen geweerd. Na het werk en de lunch is er ruimte voor een paar uur recreatie, waarbij ook contact met medegevangenen mogelijk is. Onder de recreatie vallen twee keer per week een uur sport en elke dag een uur luchten.
Het is een publiek geheim dat verdovende middelen in de meeste (Nederlandse en buitenlandse) gevangenissen binnenkomen en daar gebruikt worden, hetzij als drug, hetzij als ruilmiddel. In een gevangenis is immers geen geld voorhanden. Vaak smokkelt bezoek de middelen binnen door een piepklein pakketje van hand tot hand te laten gaan, dat in het toilet in een lichaamsopening gestopt wordt (vagina, anus). Ook worden wel druppels heroïne onder postzegels verborgen. Ook fruit en (elektronische) apparatuur worden hiervoor gebruikt, en in plaats van de klassieke vijl bevat de verjaardagstaart nu soms een dosis heroïne of cocaïne. Daarom worden veel gecompliceerdere apparaten geweigerd, en kan een gedetineerde een televisie alleen maar van de inrichting huren. Voor verslaafden die echt willen afkicken zijn er daarom drugsvrije afdelingen, waar men niet zomaar komt, en ook weer direct wordt verwijderd indien toch drugs worden aangetroffen. Sinds 1 januari 2009 heeft de Dienst Justitiële Inrichtingen verscherpte drugscontroles ingevoerd waarbij bezoekers steekproefsgewijs worden gecontroleerd op drugs. Hierbij worden ook meegebrachte goederen gecontroleerd, en kunnen speciaal opgeleide drugshonden worden ingezet bij de opsporing van drugs. Ook de bezoekerszalen worden aangepast. In deze zalen komt een zogenaamde "slangvorm", waarbij alle tafels aaneengesloten staan. Het bezoek neemt daarbij plaats aan de ene kant van de tafel, en aan de andere kant de gedetineerde. Op de tafels is een lage scheiding aangebracht. De toezichthouders hebben op deze manier nog beter zicht op alle handelingen tussen bezoek en gedetineerde, waarbij geen goederen onderling mogen worden doorgegeven.
Verder maakt ook een verplichte urinecontrole na bezoek zonder toezicht voortaan deel uit van de verscherpte controle op invoer van drugs.
De gevangenisdirecteur (unitdirecteur en locatiedirecteur) heeft de bevoegdheid om straffen op te leggen en privileges in te trekken als gedetineerden zich niet gedragen. De oorzaak kan variëren, maar meestal betreft het drugsbezit, ruzie over eigendommen of vechtpartijen. De directeur kan de gedetineerde "straf op eigen cel" geven. Dit betekent dat de gedetineerde niet mee mag draaien met de rest van de gevangenis: geen arbeid, sport of iets dergelijks. Ook kan hij hem bezoek of telefoongesprekken weigeren. In ernstige gevallen kan opsluiting in de isolatiecel volgen (een isolatiecel is een cel met een wc, overdag twee kussens en 's nachts een matras, deken en kussen, waarbij de gedetineerde slechts recht heeft op één uur luchten. De gedetineerde draagt een speciale overall die niet brandt en niet kapotgescheurd kan worden), of bij uiterst agressief en onberekenbaar gedrag vastbinden op een "veiligheidsbed". Dit wordt maar zelden gebruikt. Straf op eigen cel en in de isolatiecel mogen maximaal 14 dagen duren (uitzonderingen daargelaten). Een gedetineerde heeft overigens een klacht- en beroepsrecht tegen de directeur bij een speciale commissie: de beklagcommissie.
Hoewel slechts onderscheid wordt gemaakt naar beveiliging, zijn er wel degelijk verschillen per gevangenis. Sommige hebben een drugsvrije afdeling, andere zijn meer ingericht op jongere gedetineerden, het werk verschilt en de geografische locatie speelt natuurlijk mee (bezoek, toekomstige werkgevers). Hoewel het onderscheid niet meer gemaakt wordt, tracht men ook de lang- en kortgestraften enigszins uit elkaar te halen. Langgestraften hebben andere behoeften en kunnen bovendien een jaloezie tegen kortgestraften ontwikkelen. De ene directeur is ook de andere niet. Vaak zal worden gekeken welke gevangenis het beste is, en de gedetineerde heeft een klacht- en beroepsrecht tegen een overplaatsing.
Soms kan een gedetineerde bij het ontvangen van bezoek kiezen voor een glazen wand tussen hem/haar en het bezoek, of een visitatie vooraf en achteraf.

### Plaatsing, gratie en voorwaardelijke invrijheidstelling
In Nederland is het Bureau Selectie- en Detentiebegeleiding de afdeling binnen een Nederlandse gevangenis. De afdeling BSD verzamelt en analyseert rapportages over gedetineerden en adviseert aan de hand daarvan over het type afdeling van een gevangenis waarin een gedetineerde het beste kan worden geplaatst als betrokkene wordt overgeplaatst uit het Huis van Bewaring. Als de afdeling BSD het definitieve vonnis heeft ontvangen van de rechtbank stelt de afdeling samen met de afdeling MMD een trajectplan op voor de gedetineerde. In dat traject wordt een penitentiair programma aangeboden om de kansen op herhaling van strafbare feiten te voorkomen.
De afdeling adviseert ook of er toestemming kan en mag worden verleend inzake verlofaanvragen van gedetineerden. Zo'n verlofaanvraag kan te maken hebben met bijvoorbeeld een geboorte of overlijden in de persoonlijke levenssfeer van de gedetineerde. Deelname aan het penitentiair programma wordt bij de beoordeling van de verlofaanvraag meegewogen. Ook kan door succesvolle deelname aan dat programma worden besloten de gedetineerde eerder dan volgens de wettelijke voorwaardelijke invrijheidstellingsregeling in vrijheid te stellen, onder voorwaarden en met een proeftijd.

### Nederlandse gevangenen in het buitenland
Het komt voor dat Nederlanders in het buitenland een straf moet uitzitten, bijvoorbeeld voor drugsbezit of drugssmokkel.
Op grond van het internationaal recht is het mogelijk om een in het buitenland opgelegde straf over te dragen aan een ander land, dit wordt ook wel overbrenging genoemd. Nederland is partij bij diverse verdragen die de overbrenging van gevonniste personen regelt, zoals het Verdrag inzake overbrenging van gevonniste personen. De uitvoering van deze verdragen en andere nationale regels voor de overbrenging zijn geregeld in de Wet overdracht tenuitvoerlegging strafvonnissen (WOTS). Het is echter niet zo dat deze regeling automatisch wordt toegepast: de voorwaarden verschillen per verdrag en ook bieden verdragen vaak diverse weigeringsgronden. De hoofdregel is dus dat een gevangenisstraf in het land moet worden uitgezeten waar die is opgelegd, ongeacht de nationaliteit. Een van de voorwaarden uit de WOTS is de eis van dubbele strafbaarheid: het feit moet zowel in de overdragende Staat als in de ontvangende Staat strafbaar zijn gesteld.
Binnen de Europese Unie geldt een aparte regeling die gebaseerd is op de wederzijdse erkenning van strafvonnissen. De uitvoering van deze regelingen is in Nederland geregeld in de Wet wederzijdse erkenning en tenuitvoerlegging vrijheidsbenemende en voorwaardelijke sancties (WETS). De WETS kent een aanzienlijk soepeler regime doordat het moeilijker is om de overbrenging te weigeren.
Gedetineerden in het buitenland ontvangen vaak steun van de eigen ambassade in de vorm van het faciliteren van contacten met familie en anderen, en eventueel een klein maandelijks geldbedrag van € 30.
In vergelijking met andere nationaliteiten zitten er niet alleen naar verhouding maar ook in absolute zin veel Nederlanders in buitenlandse gevangenissen; er zaten bijvoorbeeld in 2006 ongeveer 2500 Nederlanders vast in het buitenland, dat was evenveel als Amerikanen en Britten (ook elk ongeveer 2500), maar meer dan Fransen (1800) en Duitsers (1500). Nog enkele cijfers: 579 Nederlanders zaten er in 1987 in het buitenland achter de tralies, 2362 in 2004, ongeveer 2600 in 2009, 2532 op 1 april 2012, 2333 op 1 april 2013; de begeleiding van deze landgenoten kostte de Nederlandse schatkist in 2007 ongeveer een miljoen euro; ongeveer 1 op de 8 is vrouw, 1 op de 3 à 4 heeft een dubbele nationaliteit.

## De context van gedetineerden

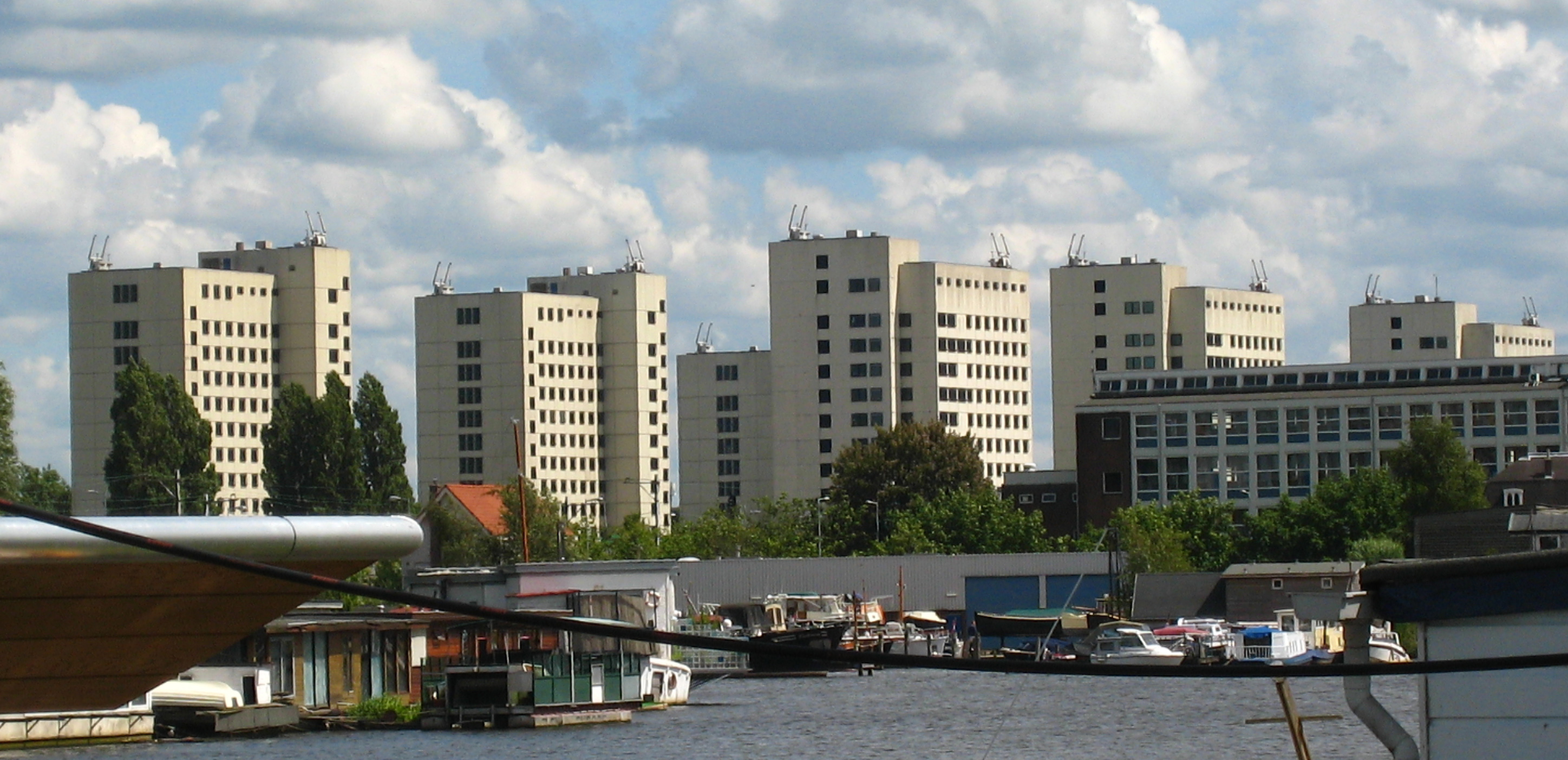
Bijlmerbajes

### Invloed op omgeving
De opsluiting van gevangenen laat sporen na bij gezin, familie, de naaste omgeving en uiteraard bij henzelf. De opsluiting van vader, moeder, partner, broer ... kan leiden tot het wegvallen van het gezinsinkomen, werkloosheid, huisvesting, voeding, kledij en hygiëne. Zonder gepaste begeleiding wordt de re-integratie na de vrijlating daardoor extra bemoeilijkt. Een ander probleem is de stigmatisering, die niet alleen op de gedetineerde, maar ook op zijn familie drukt. Roddels over appels die niet ver van de boom vallen zijn van alle culturen en tijden en kunnen het leven van het gezin danig vergallen.

### Justitieel/Forensisch Welzijnswerk
Behalve in de gevangenis zelf is het maatschappelijk werk actief buiten de gevangenis, met name in het Justitieel of Forensisch Welzijnswerk.
Vroeghulp, detentiebegeleiding en reclasseringshulp worden aangeboden aan het justitiecliënteel en hun naasten. De hulp- en dienstverlening is er wezenlijk op gericht cliënten te helpen en te motiveren om gebruik te maken van de gevarieerde maatschappelijke voorzieningen op het vlak van welzijn, gezondheid, sociale zekerheid, huisvesting, onderwijs en vorming, tewerkstelling en opleiding, cultuur en vrije tijd.

### Gevangenisarbeid
De werkgelegenheid in gevangenissen is uiteraard beperkt. Naast het uitvoeren van klussen in onderhoud en wasserij, kunnen gedetineerden echter ook betaalde arbeid verrichten voor opdrachtgevers buiten de gevangenis. In België organiseert Cellmade, een autonome dienst van het gevangeniswezen, arbeid in meer dan 30 penitentiaire ateliers. Gevangenen staan, onder begeleiding, in voor montage, boekbinden, packaging, scannen, confectie en zo meer. Bedrijven kunnen rekenen op relatief goedkope arbeid, en de gedetineerden doen enige beroepservaring op. In Nederland hebben gedetineerden naast het recht op arbeid ook een arbeidsplicht.
In Nederland is de arbeidsvoorziening in gevangenissen in handen van In-Made, de penitentiaire productiebedrijven van de Dienst Justitiële Inrichtingen. Gedetineerden kunnen bij een van de 28 productie- en assemblagebedrijven aan het werk. Bedrijven kunnen handmatig en machinaal productiewerk zoals assemblage en montage, (specialistisch) verpakken, demontage en refurbishing aan de penitentiaire productiebedrijven uitbesteden. Gevangenen worden tijdens het werk begeleid door werkmeesters en werkvoorbereiders met praktijkervaring in het bedrijfsleven. Via de In-Made Praktijkschool kunnen gedetineerden tijdens de gevangenisarbeid erkende vakdiploma’s en SBB-certificaten halen. Het productiewerk wordt tegen een marktconforme prijs uitgevoerd.

## Doodstraf

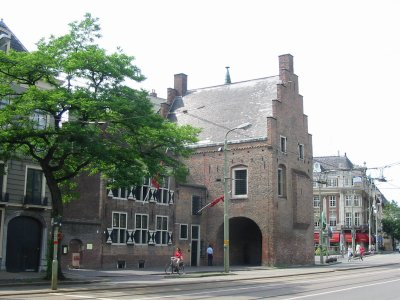
Gevangenpoort, Den Haag

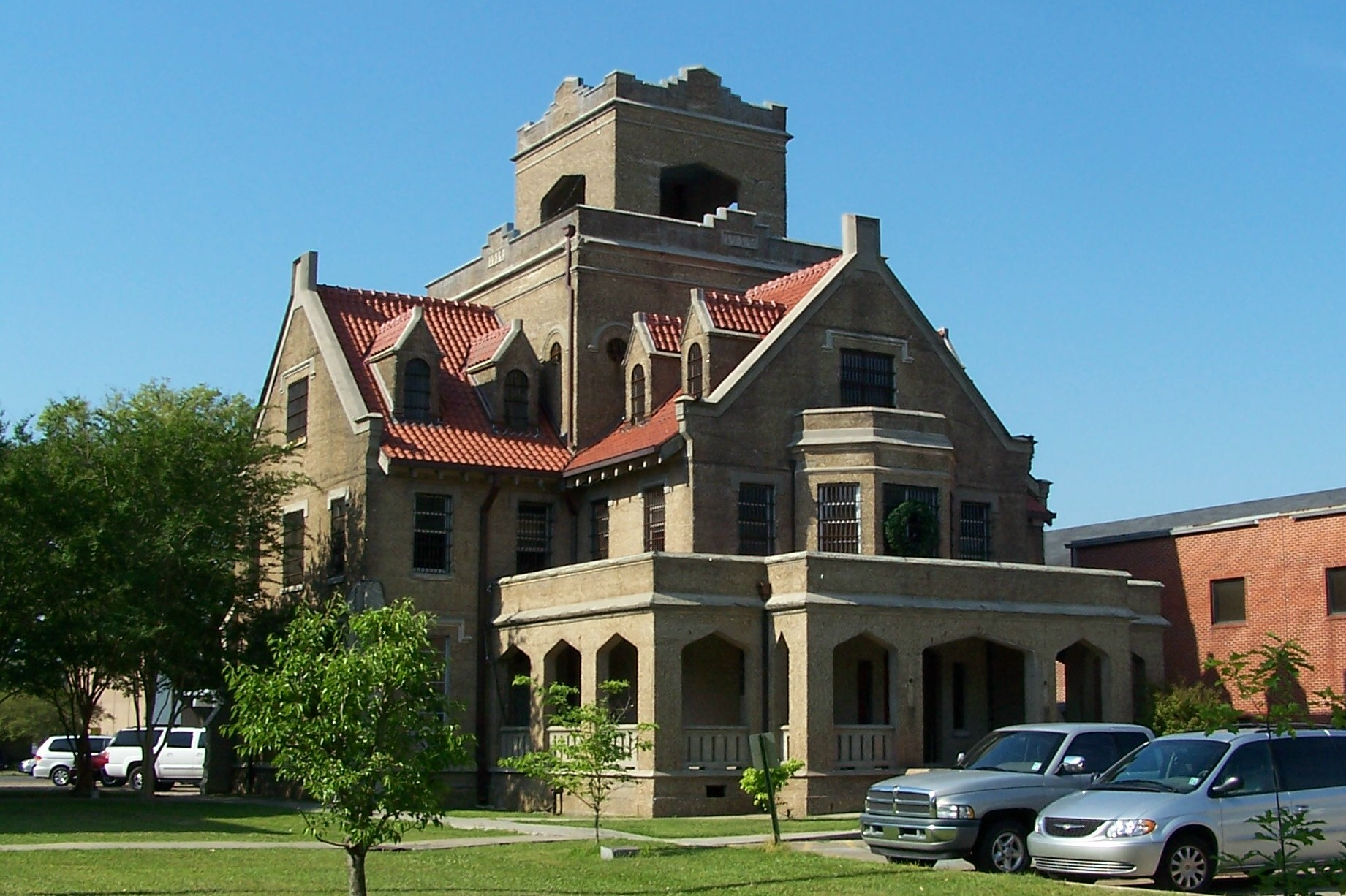
Beauregard Parish Jail, DeRidder

In landen waar de doodstraf nog wordt toegepast zijn sommige gevangenissen toegerust met een afdeling om de doodstraffen te voltrekken. Deze afdeling bestaat vaak uit de executieruimte(n) en een cellenblok (Amerikaans: death row), een rij cellen (dodencellen) waar de veroordeelden hun laatste tijd uitzitten. In de gevangenis van Scheveningen zijn dodencellen te zien die dienstdeden ten tijde van de Tweede Wereldoorlog.
Ook in museum de Gevangenpoort te Den Haag zijn dodencellen te zien. In dit gebouw, met als gevangenis een staat van dienst van meer dan 400 jaar, is meer te zien over de soms gruwelijke historie van gevangenissen in de Lage Landen.
Op death row zitten betekent echter nog niet dat men geëxecuteerd wordt. De meeste gevangenen zitten er jarenlang, terwijl de advocaten de zaak kunnen rekken met processen. Veel gevangenen overlijden uiteindelijk door ziekte, of krijgen gratie of omzetting van de straf in levenslang. De onzekerheid is echter kwellend. Soms zit de gevangene al in de executieruimte als de executie wordt stopgezet om juridische redenen. Veroordeelden hebben dan ook al meer dan eens hun advocaten verboden verder te procederen, zodat ze konden sterven.

## Beveiliging

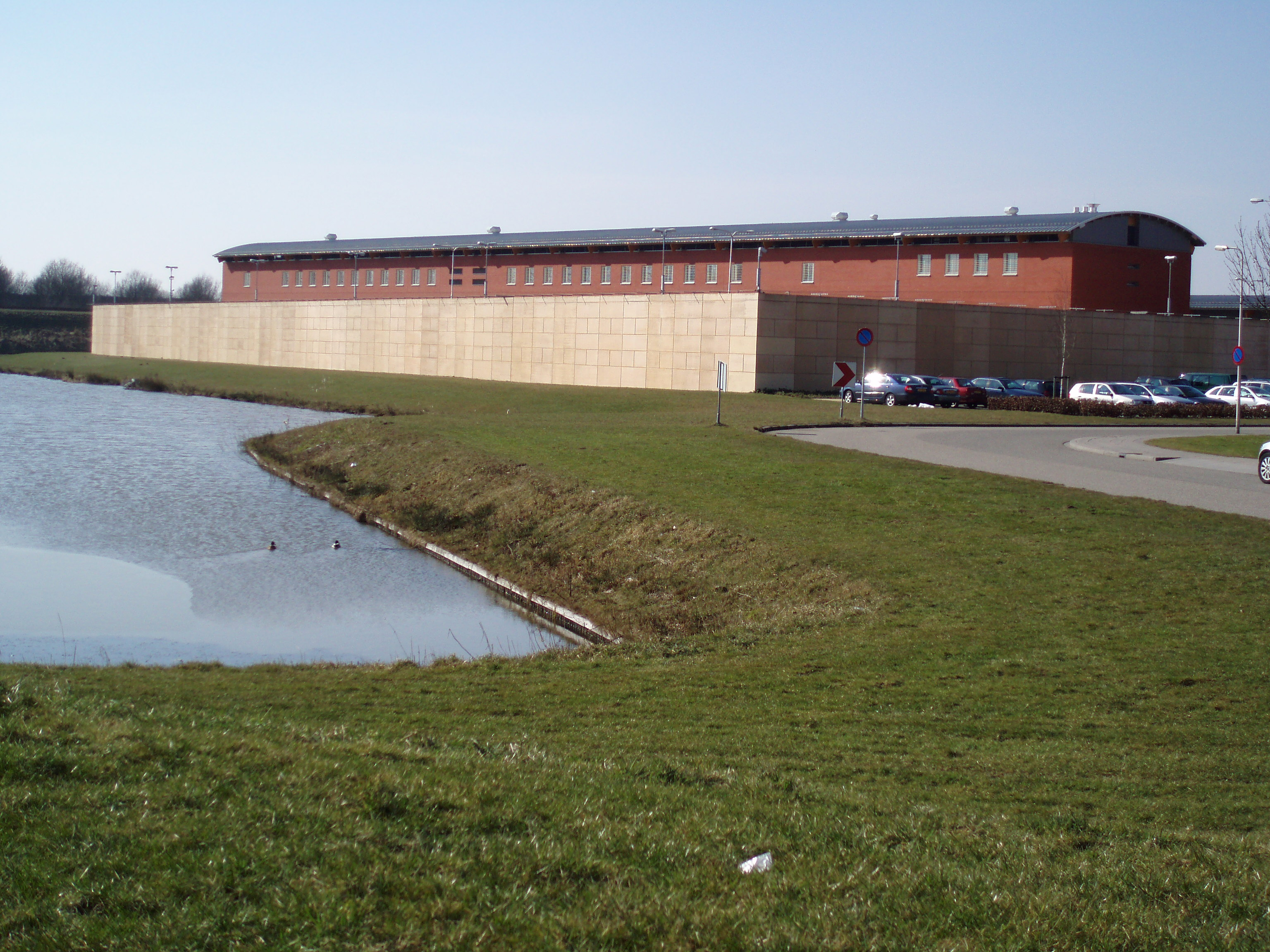
Penitentiaire Inrichting in Zwolle

Om te voorkomen dat gedetineerden ontsnappen uit de gevangenis wordt vaak een groot aantal beveiligingsmaatregelen genomen. Een gevangenis krijgt zogenaamde "schillen", iedere schil is een ring van beveiliging. De buitenste schil is de ringmuur, de binnenste schil is de cel zelf, daartussen liggen nog andere schillen, maar dat verschilt van gevangenis tot gevangenis.
Enkele beveiligingsmaatregelen kunnen zijn:
- Aanwezigheidscontroles,
- Bewakers, eventueel bewapend (maar nooit die bewakers die bij de gedetineerden lopen),
- Cameratoezicht,
- Cellen met stevige deuren, met kijkgat of luik,
- Controle van bezoek, post en telefoonverkeer(censuur),
- Elektronische beveiligingssystemen,
- In enkele gevallen grachten,
- Hekken of muren,
- Sluizen tussen de diverse delen van de gevangenis,
- Tralies voor en extra dik (bijna onbreekbaar) glas in de ramen,
- Verlichting rondom.

Door bij de bouw van een gevangenis gebruik te maken van de geografie kan men al rekening houden met het tegengaan van ontsnappingen:
- Het bouwen op een eiland, zeker als de vaste wal niet in de buurt is, is een zeer moeilijke hindernis.
- Het bouwen op een rots of op een plaats waar het grondwater hoog staat, voorkomt dat er een tunnel gegraven kan worden.
- Het bouwen op een afgelegen locatie, bijvoorbeeld in een woestijn of poolstreek, zodat het vrijwel onmogelijk is na een ontsnapping levend de bewoonde wereld te bereiken. Bijkomend voordeel is dat men ook niet te maken krijgt met protesten van omwonenden tegen de bouw van de gevangenis.

## Huis van bewaring
Een huis van bewaring of arresthuis is een plaats waar (voorlopige) hechtenis en civiele gijzeling ten uitvoer worden gelegd. Het verschil met een gevangenis is dat in een huis van bewaring verdachten tijdelijk worden vastgehouden totdat de rechter een uitspraak heeft gedaan. Bij veroordeling wordt een persoon overgebracht naar een gevangenis. Hechtenis was oorspronkelijk als maatregel bedoeld om verdachten voorlopig vast te houden en als straf voor overtredingen. De bedoeling was om het een "lichtere" vorm van gevangenisstraf te maken. Hechtenis is in praktijk minstens even zwaar als de gemiddelde gevangenis. Langere hechtenisstraffen worden dan ook in een gewone gevangenis uitgezeten.
Allerlei soorten verdachten en criminelen zitten samen in één complex, omdat nog niet zeker is wat iemand heeft gedaan. Voor de zekerheid houdt men het regime daarom streng. Daarnaast zullen verdachten elkaar lastigvallen. Witteboordcriminelen, geweldplegers, drugsdealers, moordenaars, overtreders en zedendelinquenten zitten bij elkaar. Het regime is sober terwijl de voorlopig in hechtenis genomen gevangenen vaak in een depressie verkeren door de schok van hun arrestatie. De meeste kritiek op het Nederlandse gevangeniswezen betreft dan ook vaak de Huizen van Bewaring.

## Bekende gevangenissen

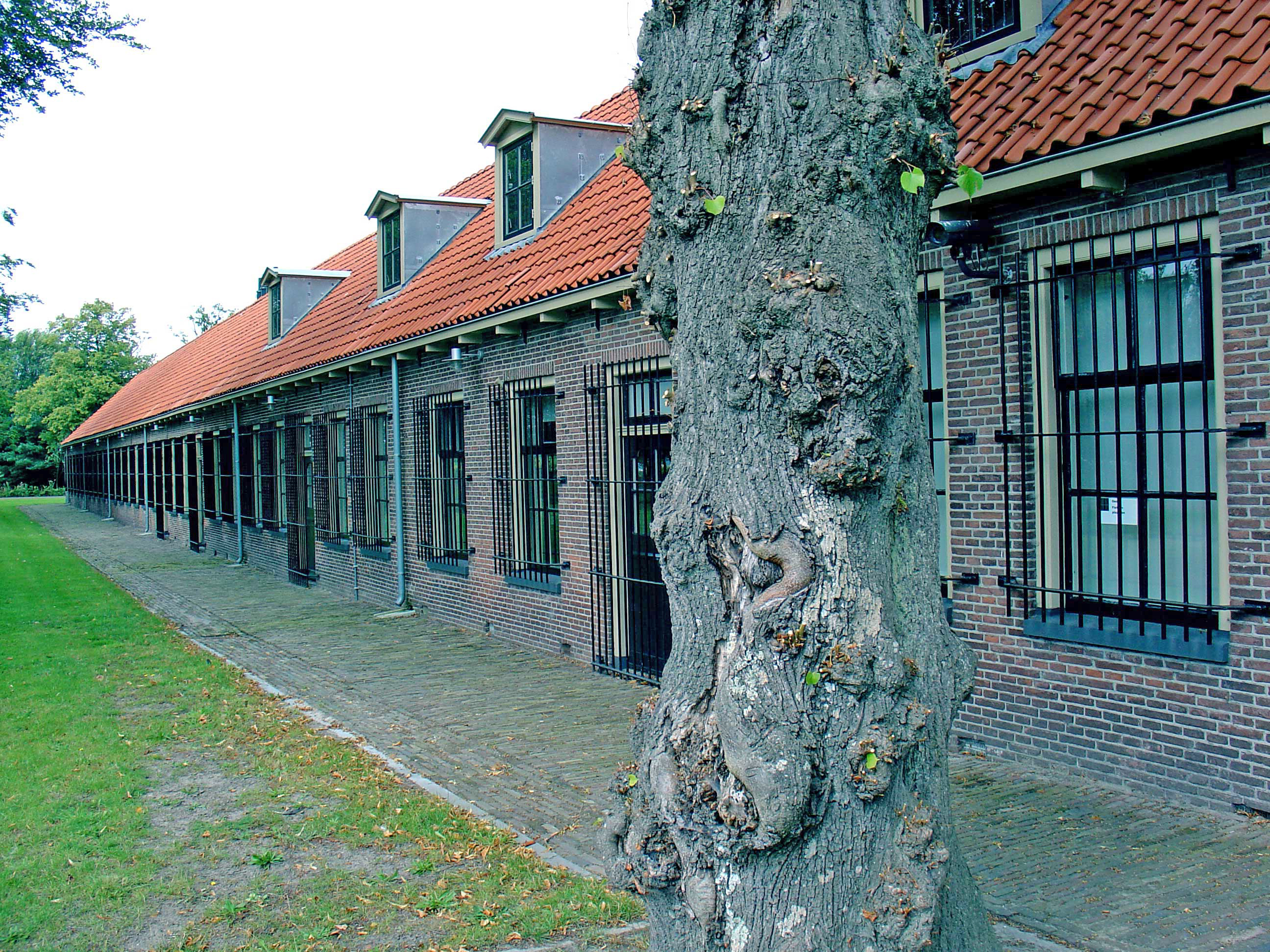
Veenhuizen

### Nederland
Zie ook Overzicht inrichtingen DJI.
- Almere Binnen (Almere)
- Penitentiaire Inrichting Vught (Vught), met onder meer de Extra Beveiligde Inrichting
- Peniteniaire Inrichting Dordrecht (Dordrecht)
- De Schie (Rotterdam)
- Het Poortje, Zutphen
- Penitentiaire Inrichting Haaglanden met het Penitentiair Ziekenhuis, het Penitentiair Psychiatrisch Centrum en de United Nations Detention Unit
- Veenhuizen (Drenthe)

Voormalig:
- Bijlmerbajes (Amsterdam)
- Oranjehotel - bijnaam tijdens de bezetting van wat nu heet Penitentiaire Inrichting Haaglanden, vestiging Scheveningen.
- 't Nieuwe Lloyd
- Blokhuispoort, voormalige strafgevangenis Leeuwarden
- Koepelgevangenis van Arnhem
- Koepelgevangenis van Breda
- Koepelgevangenis van Haarlem
- De Kruisberg (Doetinchem)

### België
- Gevangenis van Antwerpen (Antwerpen)
- Gevangenis van Dendermonde (Dendermonde)
- Jeudgevangenis Everberg (Everberg)
- Gevangenis van Gent (Gent)
- Gevangenis van Ieper (Ieper)
- Gevangenis van Hasselt (Hasselt)
- Centrale gevangenis van Leuven (Leuven)
- Hulpgevangenis van Leuven (Leuven)
- Gevangenis van Sint-Gillis (Sint-Gillis (Brussel))
- Jeudgevangenis Tongeren (Tongeren)
- Gevangenis van Vorst (Vorst (Brussel))
- Penitentiair complex Brugge (Brugge)
- Penitentiair complex Lantin (Lantin)
- Strafinrichting Merksplas (Merksplas)
- Strafinrichting Oudenaarde (Oudenaarde)

### Andere landen
- Abu Ghraib-gevangenis, Irak
- Alcatraz, Verenigde Staten
- Bastøy, Noorwegen
- Bangkwang, Thailand
- Diyarbakır Prison, Turkije
- Guantánamo Bay, Verenigde Staten
- Ktzi'ot-gevangenis, Israël
- Lecumberri, Mexico
- Litoral-gevangenis, Ecuador
- Miguel Castro Castro-gevangenis, Peru
- Ofer-gevangenis, Israël (op de bezette Westelijke Jordaanoever).
- Robbeneiland, Zuid-Afrika
- San Pedro-gevangenis, Peru
- Santo Boma, Suriname
- Sing Sing, Verenigde Staten
- Tazmamart, Marokko

## Trivia
- In 1841 werd de aanwezigheid van een bibliotheek in elke Nederlandse gevangenis wettelijk verplicht.[25]